# 2020年のNBAファイナル
2020年のNBAファイナル (2020 NBA Finals)とは、NBAの第74回NBAファイナル (前身のBAA時代を含む)。2019-20シーズンのレギュラーシーズン、プレーオフを勝ち抜いたロサンゼルス・レイカーズとマイアミ・ヒートが対戦し、4勝2敗でレイカーズが10年ぶり17回目の優勝を勝ち取った。NBAファイナル最優秀選手賞はレイカーズのレブロン・ジェームズ (通算4回目、マイケル・ジョーダンに次いで史上2人目)。
2019-2020シーズンのNBAの中断により、開催時期が例年より約4ヶ月遅く、両球団の本拠地への移動がなく、フロリダ州・ベイ・レイクのバブル内の施設で無観客で開催された。

## 背景

### ロサンゼルス・レイカーズ
ウェスタン・カンファレンスのレイカーズは52勝19敗 (勝率.732)でレギュラーシーズンを1位で終えた。プレーオフでは、1回戦で第8シードのポートランド・トレイルブレイザーズに4勝1敗、カンファレンスセミファイナルで第4シードのヒューストン・ロケッツに4勝1敗、カンファレンスファイナルで第3シードのデンバー・ナゲッツに4勝1敗でNBAファイナルに進出した (10年ぶり32回目)。

### マイアミ・ヒート
イースタン・カンファレンスのヒートは44勝29敗 (勝率.603)でレギュラーシーズンを5位で終えた。プレーオフでは、1回戦で第4シードのインディアナ・ペイサーズに4勝0敗、カンファレンスセミファイナルで第1シードのミルウォーキー・バックスに4勝1敗、カンファレンスファイナルで第3シードのボストン・セルティックスに4勝2敗でNBAファイナルに進出した (6年ぶり6回目)。

### レギュラーシーズンでの対戦
レギュラーシーズンではレイカーズがヒートに対して2勝0敗を記録した。
| 試合 | 日付           | アウェイ   | 結果      | ホーム     |
| ---- | -------------- | ---------- | --------- | ---------- |
| 1    | 2019年11月8日  | ヒート     | 80 - 95   | レイカーズ |
| 2    | 2019年12月13日 | レイカーズ | 113 - 110 | ヒート     |

## 試合結果
| 試合 | 日付     | アウェイ   | 結果      | ホーム     |
| ---- | -------- | ---------- | --------- | ---------- |
| 1    | 9月30日  | ヒート     | 98 - 116  | レイカーズ |
| 2    | 10月2日  | ヒート     | 114 - 124 | レイカーズ |
| 3    | 10月4日  | レイカーズ | 104 - 115 | ヒート     |
| 4    | 10月6日  | レイカーズ | 102 - 96  | ヒート     |
| 5    | 10月9日  | ヒート     | 111 - 108 | レイカーズ |
| 6    | 10月11日 | レイカーズ | 106 - 93  | ヒート     |

### 第1戦
| 9月30日 21:00 |

| Box score |

| ヒート | 98–116 | レイカーズ                                                                              |
| クォーター・スコア: 28–31, 20–34, 19–28, 31–23                                                                           |        |                                                                                         |
| Pts: ジミー・バトラー 23 Rebs: アンドレ・イグダーラ、ケンドリック・ナン、ケリー・オリニク 5 Asts: アンドレ・イグダーラ 6 |        | Pts: アンソニー・デイビス 34 Rebs: レブロン・ジェームズ 13 Asts: レブロン・ジェームズ 9 |
| レイカーズの1勝0敗 |        |                                                                                         |

チーム成績
| ヒート       | 項目                    | レイカーズ   |
| ------------ | ----------------------- | ------------ |
| 42.7 (38/89) | FG%                     | 45.2 (38/84) |
| 31.4 (11/35) | 3P%                     | 39.5 (15/38) |
| 78.6 (11/14) | FT%                     | 92.6 (25/27) |
| 36 (5)       | リバウンド (オフェンス) | 54 (9)       |
| 23           | アシスト                | 26           |
| 4            | スティール              | 7            |
| 5            | ブロック                | 8            |
| 8            | ターンオーバー          | 12           |
| 15           | パーソナルファウル      | 19           |

- ヒートのゴラン・ドラギッチは第2Qに左足を痛めて負傷退場し、第6戦で復帰した。
- ヒートのバム・アデバヨは第3Qに左肩を痛めて負傷退場し、第4戦で復帰した。

### 第2戦
| 10月2日 21:00 |

| Box score |

| ヒート                                                                      | 114–124 | レイカーズ                                                                             |
| クォーター・スコア: 23–29, 31–39, 35–39, 21–21                              |         |                                                                                        |
| Pts: ジミー・バトラー 25 Rebs: ケリー・オリニク 9 Asts: ジミー・バトラー 13 |         | Pts: レブロン・ジェームズ 33 Rebs: アンソニー・デイビス 14 Asts: レイジョン・ロンド 10 |
| レイカーズの2勝0敗                                                          |         |                                                                                        |

チーム成績
| ヒート       | 項目                    | レイカーズ   |
| ------------ | ----------------------- | ------------ |
| 50.7 (36/71) | FG%                     | 50.5 (49/97) |
| 40.7 (11/27) | 3P%                     | 34.0 (16/47) |
| 91.2 (31/34) | FT%                     | 58.8 (10/17) |
| 37 (6)       | リバウンド (オフェンス) | 44 (16)      |
| 29           | アシスト                | 32           |
| 2            | スティール              | 6            |
| 1            | ブロック                | 3            |
| 9            | ターンオーバー          | 9            |
| 23           | パーソナルファウル      | 26           |

### 第3戦
| 10月4日 19:30 |

| Box score |

| レイカーズ                                                                              | 104–115 | ヒート                                                                       |
| クォーター・スコア: 23–26, 31–32, 26–27, 24–30                                          |         |                                                                              |
| Pts: レブロン・ジェームズ 25 Rebs: レブロン・ジェームズ 10 Asts: レブロン・ジェームズ 8 |         | Pts: ジミー・バトラー 40 Rebs: ジミー・バトラー 11 Asts: ジミー・バトラー 13 |
| レイカーズの2勝1敗                                                                      |         |                                                                              |

チーム成績
| レイカーズ   | 項目                    | ヒート       |
| ------------ | ----------------------- | ------------ |
| 43.0 (34/79) | FG%                     | 51.3 (41/80) |
| 33.3 (14/42) | 3P%                     | 35.3 (12/34) |
| 75.9 (22/29) | FT%                     | 91.3 (21/23) |
| 43 (11)      | リバウンド (オフェンス) | 37 (3)       |
| 23           | アシスト                | 25           |
| 8            | スティール              | 8            |
| 2            | ブロック                | 3            |
| 19           | ターンオーバー          | 12           |
| 22           | パーソナルファウル      | 23           |

- ヒートのジミー・バトラーがファイナルでは史上3人目となる40得点以上でのトリプルダブルを達成 (ジェリー・ウェスト、レブロン・ジェームズ以来)[1]

### 第4戦
| 10月6日 21:00 |

| Box score |

| レイカーズ                                                                              | 102–96 | ヒート                                                                      |
| クォーター・スコア: 27–22, 22–25, 26–23, 27–26                                          |        |                                                                             |
| Pts: レブロン・ジェームズ 28 Rebs: レブロン・ジェームズ 12 Asts: レブロン・ジェームズ 8 |        | Pts: ジミー・バトラー 22 Rebs: ジミー・バトラー 10 Asts: ジミー・バトラー 9 |
| レイカーズの3勝1敗                                                                      |        |                                                                             |

チーム成績
| レイカーズ   | 項目                    | ヒート       |
| ------------ | ----------------------- | ------------ |
| 44.3 (35/79) | FG%                     | 42.7 (32/75) |
| 35.9 (14/39) | 3P%                     | 34.4 (11/32) |
| 85.7 (18/21) | FT%                     | 80.8 (21/26) |
| 42 (10)      | リバウンド (オフェンス) | 39 (7)       |
| 25           | アシスト                | 18           |
| 5            | スティール              | 8            |
| 4            | ブロック                | 3            |
| 15           | ターンオーバー          | 11           |
| 14           | パーソナルファウル      | 21           |

### 第5戦
| 10月9日 21:00 |

| Box score |

| ヒート                                                                       | 111–108 | レイカーズ                                                                              |
| クォーター・スコア: 25–24, 35-32, 28–26, 23-26                               |         |                                                                                         |
| Pts: ジミー・バトラー 35 Rebs: ジミー・バトラー 12 Asts: ジミー・バトラー 11 |         | Pts: レブロン・ジェームズ 40 Rebs: レブロン・ジェームズ 13 Asts: レブロン・ジェームズ 7 |
| レイカーズの3勝2敗                                                           |         |                                                                                         |

チーム成績
| ヒート       | 項目                    | レイカーズ   |
| ------------ | ----------------------- | ------------ |
| 45.8 (38/83) | FG%                     | 46.3 (38/82) |
| 42.4 (14/33) | 3P%                     | 36.8 (14/38) |
| 95.5 (21/22) | FT%                     | 91.3 (18/21) |
| 35 (9)       | リバウンド (オフェンス) | 41 (12)      |
| 26           | アシスト                | 21           |
| 7            | スティール              | 10           |
| 3            | ブロック                | 5            |
| 13           | ターンオーバー          | 15           |
| 19           | パーソナルファウル      | 21           |

### 第6戦
| 10月11日 19:30 |

| Box score |

| レイカーズ                                                                               | 106–93 | ヒート                                                                  |
| クォーター・スコア: 28–20, 36-16, 23–22, 19-35                                           |        |                                                                         |
| Pts: レブロン・ジェームズ 28 Rebs: アンソニー・デイビス 15 Asts: レブロン・ジェームズ 10 |        | Pts: バム・アデバヨ 25 Rebs: バム・アデバヨ 10 Asts: ジミー・バトラー 8 |
| レイカーズの4勝2敗                                                                       |        |                                                                         |

チーム成績
| レイカーズ   | 項目                    | ヒート       |
| ------------ | ----------------------- | ------------ |
| 48.3 (43/89) | FG%                     | 44.3 (35/79) |
| 31.4 (11/35) | 3P%                     | 35.7 (10/28) |
| 64.3 (9/14)  | FT%                     | 59.1 (13/22) |
| 46 (12)      | リバウンド (オフェンス) | 41 (9)       |
| 23           | アシスト                | 25           |
| 5            | スティール              | 4            |
| 4            | ブロック                | 4            |
| 14           | ターンオーバー          | 15           |
| 22           | パーソナルファウル      | 18           |